# PSA World Tour 2004/05
Die PSA World Tour 2004/05 umfasst alle Squashturniere der Herren-Saison 2004/05 der PSA World Tour. Sie begann am 1. August 2004 und endete am 31. Juli 2005. Die nach dem Monat sortierte Übersicht zeigt den Ort des Turniers an, dessen Namen, das ausgeschüttete Gesamtpreisgeld, sowie den Sieger des Turniers. In der abschließenden Tabelle werden sämtliche Turniersieger nach der Menge ihrer Titel aufgelistet. Dabei ist es nicht relevant, welche Wertigkeit die vom Spieler gewonnenen Turniere besaßen, auch wenn eine entsprechende Erfassung erfolgt.
In der Saison 2004/05 fanden insgesamt 76 Turniere statt. Das Gesamtpreisgeld betrug 1.685.849 US-Dollar.

## Tourinformationen

### Anzahl nach Turnierserie
| Turnierserie | WM 1 | Super S. 2 | 5 Star | 4 Star | 3 Star | 2 Star | 1 Star | Satellite |
| ------------ | ---- | ---------- | ------ | ------ | ------ | ------ | ------ | --------- |
| Anzahl       | 1    | 6          | 5      | 3      | 3      | 7      | 17     | 34        |
| Gesamt       | 1    | 6          | 35     | 35     | 35     | 35     | 35     | 34        |

## Turnierplan

### August
| Datum         | Ort         | Turnier                                        | Preisgeld | Sieger          |
| ------------- | ----------- | ---------------------------------------------- | --------- | --------------- |
| 05.08.–08.08. | Auckland    | North Island Championship 2004                 | $ 3.000   | Callum O’Brien  |
| 09.08.–15.08. | Sheffield   | Mamut English Open 2004                        | $ 45.000  | Lee Beachill    |
| 12.08.–15.08. | Rockhampton | Queensland Open 2004                           | $ 3.500   | Raj Nanda       |
| 20.08.–22.08. | Queensland  | Pacific Daihatsu International Tournament 2004 | $ 6.000   | Stéphane Galifi |
| 20.08.–22.08. | Wangaratta  | Parkview Motor Inn Victorian Open 2004         | $ 6.000   | Cameron White   |
| 29.08.–05.09. | Hongkong    | Cathay Pacific Squash Open 2004                | $ 120.000 | Thierry Lincou  |
| 31.08.–04.09. | Brasília    | Brasilia Open 2004                             | $ 6.000   | Liam Kenny      |

### September
| Datum         | Ort           | Turnier                                | Preisgeld | Sieger              |
| ------------- | ------------- | -------------------------------------- | --------- | ------------------- |
| 08.09.–11.09. | Santa Barbara | DARE Santa Barbara Open 2004           | $ 10.999  | Paul Price          |
| 15.09.–21.09. | Boston        | US Open 2004                           | $ 52.500  | Lee Beachill        |
| 21.09.–26.09. | Barcelona     | Ciutat de Barcelona Open 2004          | $ 6.000   | Mohamed Essam Hafiz |
| 22.09.–26.09. | San Francisco | Tennyson West North American Open 2004 | $ 10.000  | Cameron Pilley      |
| 28.09.–03.10. | Goiânia       | Brazil Open 2004                       | $ 10.425  | Borja Golán         |
| 28.09.–03.10. | St. Louis     | St Louis Open 2004                     | $ 30.000  | Karim Darwish       |

### Oktober
| Datum         | Ort          | Turnier                        | Preisgeld | Sieger              |
| ------------- | ------------ | ------------------------------ | --------- | ------------------- |
| 05.10.–10.10. | Hongkong     | KCC-Perrier Centenary Cup 2004 | $ 4.000   | Romain Tenant       |
| 05.10.–10.10. | Detroit      | Volvo Motor City Open 2004     | $ 31.500  | Grégory Gaultier    |
| 10.10.–15.10. | Williamstown | Berkshire Open 2005            | $ 12.675  | Bradley Ball        |
| 11.10.–14.10. | Prag         | Czech Classic 2004             | $ 10.000  | Jan Koukal          |
| 11.10.–16.10. | Cleveland    | Cleveland Classic 2004         | $ 20.000  | Dan Jenson          |
| 12.10.–17.10. | Peschawar    | CAS International 2004         | $ 25.000  | Mohd Azlan Iskandar |
| 19.10.–24.10. | Budapest     | Hungarian Open 2004            | $ 40.000  | Jonathon Power      |
| 20.10.–24.10. | Brescia      | Mega Italia Open 2004          | $ 3.000   | Scott Handley       |
| 29.10.–06.11. | Nottingham   | Harris British Open 2004       | $ 60.000  | David Palmer        |

### November
| Datum         | Ort          | Turnier                                            | Preisgeld | Sieger         |
| ------------- | ------------ | -------------------------------------------------- | --------- | -------------- |
| 02.11.–07.11. | Saskatoon    | Saskatoon Boast Open 2004                          | $ 6.000   | Tommy Berden   |
| 13.11.–19.11. | Toronto      | Pace Credit Union Canadian Classic 2004            | $ 50.000  | Thierry Lincou |
| 17.11.–20.11. | Athen        | Fischer Athens Open 2004                           | $ 4.000   | Ramy Ashour    |
| 18.11.–21.11. | Albany       | Tech Valley Open 2004                              | $ 7.675   | Mike Corren    |
| 18.11.–21.11. | Canberra     | Lange Consulting & Software ACT International 2004 | $ 10.000  | Phillip Barker |
| 20.11.–25.11. | Karatschi    | CNS International 2004                             | $ 25.000  | Ong Beng Hee   |
| 23.11.–28.11. | Mexiko-Stadt | Evolution Open 2004                                | $ 8.000   | Eric Gálvez    |
| 26.11.–03.12. | Doha         | Squash-Weltmeisterschaft 2004                      | $ 120.000 | Thierry Lincou |

### Dezember
| Datum         | Ort          | Turnier                          | Preisgeld | Sieger              |
| ------------- | ------------ | -------------------------------- | --------- | ------------------- |
| 04.12.–10.12. | Islamabad    | Bank Alfalah Pakistan Open 2004  | $ 85.000  | James Willstrop     |
| 26.12.–31.12. | Kuala Lumpur | Country View Malaysian Open 2004 | $ 20.000  | Mohd Azlan Iskandar |

### Januar
| Datum         | Ort       | Turnier                                       | Preisgeld | Sieger              |
| ------------- | --------- | --------------------------------------------- | --------- | ------------------- |
| 05.01.–10.01. | Rye       | Marsh & McLennan Apawamis Open 2005           | $ 30.000  | Jonathon Power      |
| 10.01.–15.01. | Richmond  | Virginia Pro Championship 2005                | $ 20.000  | Shahid Zaman        |
| 12.01.–16.01. | Vancouver | Comfort Inn Open 2005                         | $ 6.000   | Ben Garner          |
| 13.01.–16.01. | Barcelona | Esportiu Rocafort Open 2005                   | $ 3.000   | Ritwik Bhattacharya |
| 20.01.–23.01. | Rochester | Rochester Pro-Am 2005                         | $ 3.375   | Ritwik Bhattacharya |
| 20.01.–23.01. | Calgary   | Talisman Energy Bankers Hall Club Pro-Am 2005 | $ 10.000  | Tommy Berden        |
| 20.01.–25.01. | Chicago   | SSA Global Windy City Open 2005               | $ 50.000  | John White          |
| 25.01.–30.01. | Dayton    | EBS Asset Management Dayton Open 2005         | $ 40.000  | Peter Nicol         |

### Februar
| Datum         | Ort           | Turnier                                   | Preisgeld | Sieger             |
| ------------- | ------------- | ----------------------------------------- | --------- | ------------------ |
| 01.02.–06.02. | Winnipeg      | ADL Optical/Rodenstock Manitoba Open 2005 | $ 12.000  | Cameron Pilley     |
| 03.02.–06.02. | Kuala Lumpur  | Country View KL Open 2005                 | $ 7.250   | Shamsul Islam Khan |
| 09.02.–14.02. | Québec        | Vitalstate Open 2005                      | $ 6.675   | Liam Kenny         |
| 15.02.–20.02. | Hongkong      | Buler Challenge Cup 2005                  | $ 4.000   | Wong Wai-Hang      |
| 17.02.–25.02. | New York City | Bear Stearns Tournament of Champions 2005 | $ 75.000  | Anthony Ricketts   |
| 22.02.–27.02. | Brüssel       | Netebo’s Belgium Open 2005                | $ 6.000   | Davide Bianchetti  |
| 27.02.–04.03. | Islamabad     | COAS International 2005                   | $ 25.000  | Shahid Zaman       |

### März
| Datum         | Ort      | Turnier                          | Preisgeld | Sieger        |
| ------------- | -------- | -------------------------------- | --------- | ------------- |
| 07.03.–12.03. | Kuwait   | Sheikha Al Saad Kuwait Open 2005 | $ 65.000  | David Palmer  |
| 10.03.–13.03. | Genf     | Sigma Swiss Open 2005            | $ 6.500   | Shahier Razik |
| 16.03.–21.03. | Montreal | Quebec Open 2005                 | $ 10.000  | Graham Ryding |

### April
| Datum         | Ort          | Turnier                                | Preisgeld | Sieger          |
| ------------- | ------------ | -------------------------------------- | --------- | --------------- |
| 04.04.–09.04. | Hamilton     | Virtual Spectator Bermuda Masters 2005 | $ 120.000 | Jonathon Power  |
| 07.04.–10.04. | Gatineau     | La Sportheque Pro-Am 2005              | $ 4.000   | Daryl Selby     |
| 11.04.–14.04. | Prag         | Hi-Tec & Dunlop Prague Open 2005       | $ 3.000   | Jan Koukal      |
| 11.04.–16.04. | Dublin       | Irish Open 2005                        | $ 15.000  | Ong Beng Hee    |
| 12.04.–17.04. | Lausanne     | Losone Swiss Classic 2005              | $ 10.675  | Shahier Razik   |
| 14.04.–17.04. | Hellendoorn  | Spaworld Hellendoorn Open 2005         | $ 6.000   | Alister Walker  |
| 14.04.–17.04. | Christchurch | South Island Championship 2005         | $ 3.000   | Stewart Boswell |
| 20.04.–24.04. | Invercargill | Southland Classic 2005                 | $ 3.000   | Stewart Boswell |
| 26.04.–30.04. | Brescia      | Mega Italia Open 2005                  | $ 6.000   | Stacey Ross     |

### Mai
| Datum         | Ort      | Turnier                          | Preisgeld | Sieger          |
| ------------- | -------- | -------------------------------- | --------- | --------------- |
| 09.05.–13.05. | London   | PSA Super Series Finals 2004/05  | $ 70.000  | Jonathon Power  |
| 09.05.–15.05. | Atlanta  | Grant Thornton Atlanta Open 2005 | $ 10.000  | Stéphane Galifi |
| 20.05.–22.05. | Merredin | Merredin International 2005      | $ 5.000   | Stewart Boswell |
| 27.05.–29.05. | Perth    | WA Open 2005                     | $ 3.500   | Stewart Boswell |
| 31.05.–05.06. | Almere   | Mamut Dutch Open 2005            | $ 15.000  | Bradley Ball    |

### Juni
| Datum         | Ort                   | Turnier                                  | Preisgeld | Sieger              |
| ------------- | --------------------- | ---------------------------------------- | --------- | ------------------- |
| 10.06.–12.06. | Naracoorte            | Naracoorte Open 2005                     | $ 3.000   | Simon Carruthers    |
| 13.06.–19.06. | Santiago de Querétaro | Nutrigrain Kellogg’s Queretaro Open 2005 | $ 10.750  | Stewart Boswell     |
| 15.06.–19.06. | Bogotá                | Tecnifibre La Hacienda Open 2005         | $ 6.675   | Rafael Alarçón      |
| 17.06.–22.06. | Lahore                | PTCL Pakistan Circuit No2 2005           | $ 25.000  | Shahid Zaman        |
| 20.06.–25.06. | Chennai               | ICL Chennai Open 2005                    | $ 6.000   | Ritwik Bhattacharya |

### Juli
| Datum         | Ort           | Turnier                                    | Preisgeld | Sieger            |
| ------------- | ------------- | ------------------------------------------ | --------- | ----------------- |
| 12.07.–17.07. | Hongkong      | Crocodile Challenge Cup 2005               | $ 4.000   | Dylan Bennett     |
| 19.07.–24.07. | Houston       | Sanders Morris Harris Houston Open 2005    | $ 6.000   | Shawn Delierre    |
| 22.07.–29.07. | Karatschi     | Bank Alfalah Pakistan Open 2005            | $ 85.000  | Thierry Lincou    |
| 25.07.–31.07. | São Paulo     | Aberto Internacional de Sao Paulo 2005     | $ 10.000  | Peter Barker      |
| 26.07.–30.07. | Adelaide      | Mortgage Choice South Australian Open 2005 | $ 10.000  | Cameron Pilley    |
| 28.07.–31.07. | Hamilton      | North Island Championship 2005             | $ 3.000   | Laurence Delasaux |
| 28.07.–31.07. | Oklahoma City | Baker Group Oklahoma City Open 2005        | $ 11.175  | Stewart Boswell   |